# L'Humanité nouvelle

L'Humanité nouvelle a été entre 1965 et 1968 une publication mensuelle française, éditée par des militants d'extrême-gauche s'intitulant "marxistes léninistes", défendant et diffusant les thèses maoïstes. Le titre est interdit de parution le 12 juin 1968, dans le cadre de l'interdiction de plusieurs organisations "révolutionnaires" par le Ministère de l'Intérieur.

## Esquisse historique
La Rupture sino-soviétique, au début des années soixante, entre les deux grands pays se réclamant du Communisme, entre la Chine et l'URSS divise selon la même ligne fracture (Approbation ou rejet de la Coexistence pacifique, soutien à partir de 1966 de la Révolution culturelle en Chine), les partisans de l'une ou l'autre. En France le peu de militants  Pro chinois était divisé en plusieurs "chapelles". La plus ancienne de ces organisations, est la Fédération des cercles marxistes-léninistes. Créée en 1964, cette organisation se dote d'un organe de presse, L'Humanité nouvelle.
Par ce titre elle affirme la vocation à prendre le relais de... L'Humanité. La plupart des animateurs et rédacteurs du journal sont issus du Parti communiste français. Celui-ci est taxé de "révisionnisme", d'"opportunisme" avec la précision "de droite", de Khrouchtchevisme", de "traîtres"
D'un format demi page de l'époque, soit 43,5 x 32 centimètres, le numéro 1 de L'Humanité nouvelle, paraît en janvier 1965. Le journal est domicilié à Marseille, 26 Boulevard des Dames, imprimé à Marseille, 27 boulevard Féraud, et diffusé en kiosque par les NMPP. Son prix de vente est de 1 franc  Le titre monochrome est placé à gauche du logo historique des communistes, la faucille et le marteau croisés. La pagination semble être de façon régulière, de 16 pages.
Au printemps 1966, la fédération des cercles marxistes-léninistes se transforme en Mouvement communiste français marxiste-léniniste. L'Humanité nouvelle en devient l'organe central mensuel. La promotion s'accompagne du déménagement de Marseille vers Paris. La rédaction est sise boulevard Magenta (Paris 10e), l'impression se fait à Meaux en Seine-et-Marne[réf. nécessaire].
Fin 1967-début 1968, nouveau baptême pour L'Humanité nouvelle, qui se mue en organe central du Parti communiste marxiste léniniste de France, PCMLF. Celui-ci est interdit en juin 1968[réf. nécessaire].

## Le «staff»
Le rédacteur en chef, Régis Bergeron, est un professionnel du journalisme. Âgé de 42 ans en 1965, il a travaillé pour L'Information de Seine-et-Marne, pour le quotidien Ce soir, pour la revue idéologique mensuelle La Nouvelle Critique. Il a aussi travaillé à L'Humanité à la rubrique littéraire, aux Lettres françaises et à France Nouvelle.
Le directeur gérant se nomme François Marty. Âgé de 59 ans en 1965, c'est un ancien instituteur des Pyrénées-Orientales, département où il a été un des dirigeants de la Fédération communiste, après y avoir été Résistant dans les FTP. Il a dirigé l'organe départemental du PCF, Le Travailleur Catalan (Il se présente comme "fondateur de ce journal).
Faisant suivre son nom de « secrétaire politique », sans que l'on sache si cette fonction s'exerce au journal ou dans le groupe politique qu'il pilote, Jacques Jurquet affiche son pédigrée d'« ex-machin chose » dans le Parti communiste. Âgé de 43 ans (fin 1965), inspecteur des impôts de profession, lui aussi a fait de la Résistance ; puis il a été membre de la direction fédérale communiste en Seine-et-Marne, puis dans le département des Bouches-du-Rhône. C'est là qu'il se fait exclure, en 1964, du PCF, pour son soutien aux thèses véhiculées par le Parti communiste chinois. Ces thèses chinoises trouvent d'abord un relai en France dans une Association des amitiés franco-chinoise, créée dans les années 50 dans la mouvance du Parti communiste, comme celui-ci le faisait pour chaque « Démocratie populaire »
Parmi les signatures d'éditoriaux de première page de L'Humanité nouvelle, on peut relever ceux de Yves-Marc Tiberat, 43 ans, employé à la Sécurité sociale, de Bordeaux, de Robert Thiervoz, professeur à Grenoble.
Le tirage du journal aurait atteint, pour son premier numéro, 15 000 exemplaires.

## La rivalité entre organisations prônant le "Marxisme-léninisme"
L'Humanité nouvelle bénéficie d'un réseau d'anciens membres du PC français, dans certaines entreprises, où sa diffusion prend appui sur des articles renseignés sur le réel du travail de la Classe ouvrière et des employés des grandes entreprises tertiaires (PTT, Chemins de fer). Mais ses animateurs ont dépassé la quarantaine. Or le créneau des mobilisations pré-soixante-huitardes, semble plus jeune, dans le milieu universitaire et lycéen, principalement étudié. C'est sans doute pourquoi, en 1965 Jacques Jurquet lance un organe politique, L'avant-Garde de la jeunesse française, "organe des jeunes marxistes-léninistes", dont il signe l'éditorial. Sa périodicité est annoncée bimestrielle. Le premier numéro comporte deux pages consacrées à l'Union des étudiants communistes en France, et... 2 pages sur "l'histoire du mouvement étudiant à Shanghai" de 1945 à 1949. Outre une page dédiée à la prose de Staline, y apparaît la préoccupation de s'adresser à la jeunesse ouvrière.
Pourtant en 1966 naît Garde rouge, mensuel de la Jeunesse marxiste-léniniste, basée à Nancy. Le titre Garde rouge est repris en 1967 par l'Union des jeunesses communistes (marxistes-léninistes), dont elle est l'organe mensuel.

## Le marché de la couleur "rouge"
En 1967, d'autres maoïstes, organisés dans un "Centre marxiste-léniniste de France", publient Tribune rouge, qui revendique "unité des Marxistes-léninistes". Il semble que le rouge du journal s'appuie sur l'illustration du communisme de la petite République populaire d'Albanie, dont le leader est "le camarade Enver Hodja, éminent dirigeant du mouvement communiste international". Le numéro 2 de cette revue, daté d'août 1967 publie, en Une, la photo de l'idole et une de ses phrases : L'existence de contradictions profondes au sein du camp impérialiste, est sans aucun doute tout au profit des forces révolutionnaires et marxistes-léninistes[réf. nécessaire].
Après les interdictions de juin 1968, la couleur rouge, est prise d'assaut par plusieurs groupes. Rouge, l'hebdomadaire de la ligue communiste puis de la ligue communiste révolutionnaire, "rouge, L'Humanité rouge, en lequel se mue L'Humanité nouvelle publiée par les tenants du PCMLF "clandestin".